# (5079) Brubeck
(5079) Brubeck ist ein Asteroid des Hauptgürtels, der am 16. Februar 1975 von Astronomen des Felix-Aguilar-Observatoriums an der Astronomischen Einrichtung Leoncito (IAU-Code 829) im El-Leoncito-Nationalpark in Argentinien entdeckt wurde.
Der Asteroid wurde am 19. Februar 2006 nach dem US-amerikanischen Jazzpianisten, Komponisten und Bandleader Dave Brubeck (1920–2012) benannt, der eine der langlebigsten und erfolgreichsten Combos des Modern Jazz leitete.